# Ploceus aureonucha
El tejedor nuquigualdo (Ploceus aureonucha) es una especie de ave paseriforme de la familia Ploceidae endémica del este de la República Democrática del Congo.

## Distribución y hábitat
El tejedor nuquigualdo está confinado en una pequeña región en el noroeste de los Grandes Lagos de África. Su hábitat natural son las selvas tropicales de zonas bajas. Está amenazado por la pérdida de hábitat.